# Cornelia van Arkel
Cornelia Gerarda van Arkel (Haarlem, 31 maart 1902 – Leidschendam, 25 maart 1980) was een Nederlandse hoogleraar farmaceutische scheikunde aan de Universiteit van Amsterdam.

## Studie en werk
Van Arkel behaalde in 1924 het apothekersexamen aan de Universiteit van Amsterdam. In 1929 promoveerde ze bij prof. dr. Pieter van der Wielen op het proefschrift Oleum Jecoris Aselli cum jodeto ferroso. In 1936 werd zij lector farmaceutische scheikunde aan de universiteit.
Tussen 31 mei 1939 en 19 december 1945 was Van Arkel buitengewoon hoogleraar farmaceutische scheikunde Universiteit van Amsterdam en verrichtte onderzoek naar de synthese van geneesmiddelen in verband met de bestanddelen der natuurlijke grondstoffen. Haar oratie, gegeven op 2 oktober 1939, ging over het onderzoek van geneesmiddelen als onderdeel van de taak van de apotheker.
Vanaf 19 december 1945 tot aan 2 februari 1972 was zij gewoon hoogleraar Farmaceutische scheikunde. Hier verrichtte ze onderzoek naar plantaardige en dierlijke grondstoffen en de daaruit bereide preparaten.

## Publicatielijst
- Het geneesmiddel en het geneesmiddelonderzoek. Rede, Amsterdam 1961.
- samen met n M. Meijst, "Comparative study on determination of hydrastine in Hydrastic rhizome and liquid Hydrastis extract." Pharmaceutisch weekblad 87.49-50 (1952): 853-861.
- samen met J. Kroonenberg, "Acid base titration in anhydrous solutions and pharmaceutical applications." Pharmaceutisch weekblad 87.9-10 (1952): 137.
- samen met A. M. Weeshoff, "Data on chloromycetin, aureomycin and terramycin." Pharmaceutisch weekblad 86.23-24 (1951): 389.
- "Acidimetric determination in non-aqueous media and various pharmaceutical applications." Annales pharmaceutiques francaises. Vol. 10. No. 9-10 (1951).
- samen met A. Wuite. "Acidimetric titration of certain sulfonamides." Pharmaceutisch weekblad 86.25-26 (1951): 426.
- samen met J. H. van Waert, "The decomposition of morphine-hydrochloride solutions during sterilization." Pharmaceutisch weekblad 85.17/18 (1950): 319.
- Commentaar op de Codex medicamentorum Nederlandicus, tweede uitgave (1e en 2e druk) en op de supplementen van de Nederlandsche pharmacopee, vijfde uitgave (1926) / C. G. van Arkel, W. C. de Graaff, D. van Os. Utrecht 1950.
- Onvereenigbaarheid van geneesmiddelen. Amsterdam 1943.
- Inaugurale rede Amsterdam: Het onderzoek van geneesmiddelen als onderdeel van de taak van den apotheker. Amsterdam [1939].
- De synthese van geneesmiddelen in verband met de bestanddeelen der natuurlijk Referentiese grondstoffen. Amsterdam [1936].
- Oleum Jecoris Aselli cum jodeto ferroso. Proefschrift, Amsterdam 1929.